# Astiphromma punctatum
Astiphromma punctatum là một loài tò vò trong họ Ichneumonidae.